# Луїс Габріель Рей
Луїс Габріель Рей Вільямісар (ісп. Luis Gabriel Rey Villamizar; нар. 20 лютого 1980, Букараманга, Колумбія) — колумбійський футболіст, нападник клубу «Монаркас Морелія» і збірної Колумбії.

## Клубна кар'єра
Рей — випускник футбольної академії клубу «Букараманга» зі свого рідного міста. Після тренувань з основною командою він вирушив до Мексики, де спочатку виступав за команди нижчих дивізіонів «Лобос БУАП», «Сітакуаро» і «Акапулько», скрізь бувши найкращим бомбардиром команди.
У 2003 році Рей перейшов в «Атланте». 12 січня в матчі проти «Монтеррея» він дебютував в мексиканській Прімері. 9 лютого в поєдинку проти «Пуебли» Луїс забив свій перший гол за «Атланте». По закінченні Апертури 2003 він став з 15 м'ячами її найкращим бомбардиром.
Навесні 2005 року Рей перейшов в «Монаркас Морелію». У новому клубі він забив менше м'ячів, ніж за «Атланте», але був основним і найбільш результативним футболістом команди.
У липні 2007 року Луїс перейшов в «Пачуку». 14 жовтня в матчі проти свого колишнього клубу «Атланте» він забив перший гол у мексиканській Прімері за нову команду. 14 лютого 2008 року в поєдинку проти «УАНЛ Тигрес» Рей зробив хет-трик.
Влітку 2008 року Луїс повернувся в «Атланте», з яким виграв Лігу чемпіонів КОНКАКАФ. Після сезону в Канкуні Рей другий раз перейшов в «Монаркас Морелію». Разом з абрикосами він виграв Північноамериканську суперлігу у 2010 році, а також завоював срібні медалі чемпіонату.
Влітку 2011 року Рей перейшов в «Хагуарес Чьяпас» на правах оренди. 25 липня у поєдинку проти «Монтеррея» він дебютував за нову команду. У цьому ж матчі Луїс забив свій перший гол за клуб, реалізувавши пенальті. По закінченні терміну оренди «Хагуарес» викупив трансфер нападника.
Влітку 2013 року після розформування «ягуарів» перейшов у столичну «Америку».

## Міжнародна кар'єра
30 квітня 2003 року в товариському матчі проти збірної Гондурасу Рей дебютував за збірну Колумбії. 28 квітня в поєдинку проти збірної Сальвадору він забив свій перший гол за національну команду.
Луїс брав активну участь у відбірковій кампанії до чемпіонату світу 2006 року, зігравши в шести матчах і забивши три голи. У 2007 році Рей у складі національної команди поїхав на Кубок Америки. На турнірі він взяв участь у матчі проти збірної Парагваю.

### Голи за збірну Колумбії
| #   | Дата           | Місце                                     | Противник | Результат | Змагання                            |
| --- | -------------- | ----------------------------------------- | --------- | --------- | ----------------------------------- |
| 01. | 28 квітня 2004 | РФК Стедіум, Вашингтон, США               | Сальвадор | 2:0       | Товариський матч                    |
| 02. | 4 червня 2005  | Роберто Мелендес, Букараманга, Колумбія   | Перу      | 5:0       | Чемпіонат світу 2006 (кваліфікація) |
| 03. | 8 жовтня 2005  | Роберто Мелендес, Букараманга, Колумбія   | Чилі      | 1:1       | Чемпіонат світу 2006 (кваліфікація) |
| 04. | 12 жовтня 2005 | Дефенсорес дель Чако, Асунсьйон, Парагвай | Парагвай  | 1:0       | Чемпіонат світу 2006 (кваліфікація) |

## Досягнення
Командні
 «Атланте»
- Володар Кубка чемпіонів КОНКАКАФ: 2008/09

 «Монаркас Морелія»
- Володар Північноамериканської суперліги: 2010

Індивідуальні
- Найкращий бомбардир мексиканської Прімери: 2003 (Апертура)